# 甲州市立勝沼図書館
甲州市立勝沼図書館（こうしゅうしりつかつぬまとしょかん）は、山梨県甲州市勝沼町下岩崎1034-1にある公共図書館。3館と1分館からなる甲州市立図書館のひとつである。
勝沼町を象徴する産業であるぶどうとワインに関する資料の収集・提供・保存が高く評価されており、Library of the Year 2018で大賞・オーディエンス賞を受賞した。また、教育的プログラムである「読書へのアニマシオン」による取り組みも高く評価されており、2021年（令和3年）には勝沼図書館によって設立された「カムカムクラブ」が博報賞を受賞した。

## 前史

### 戦前の図書館活動

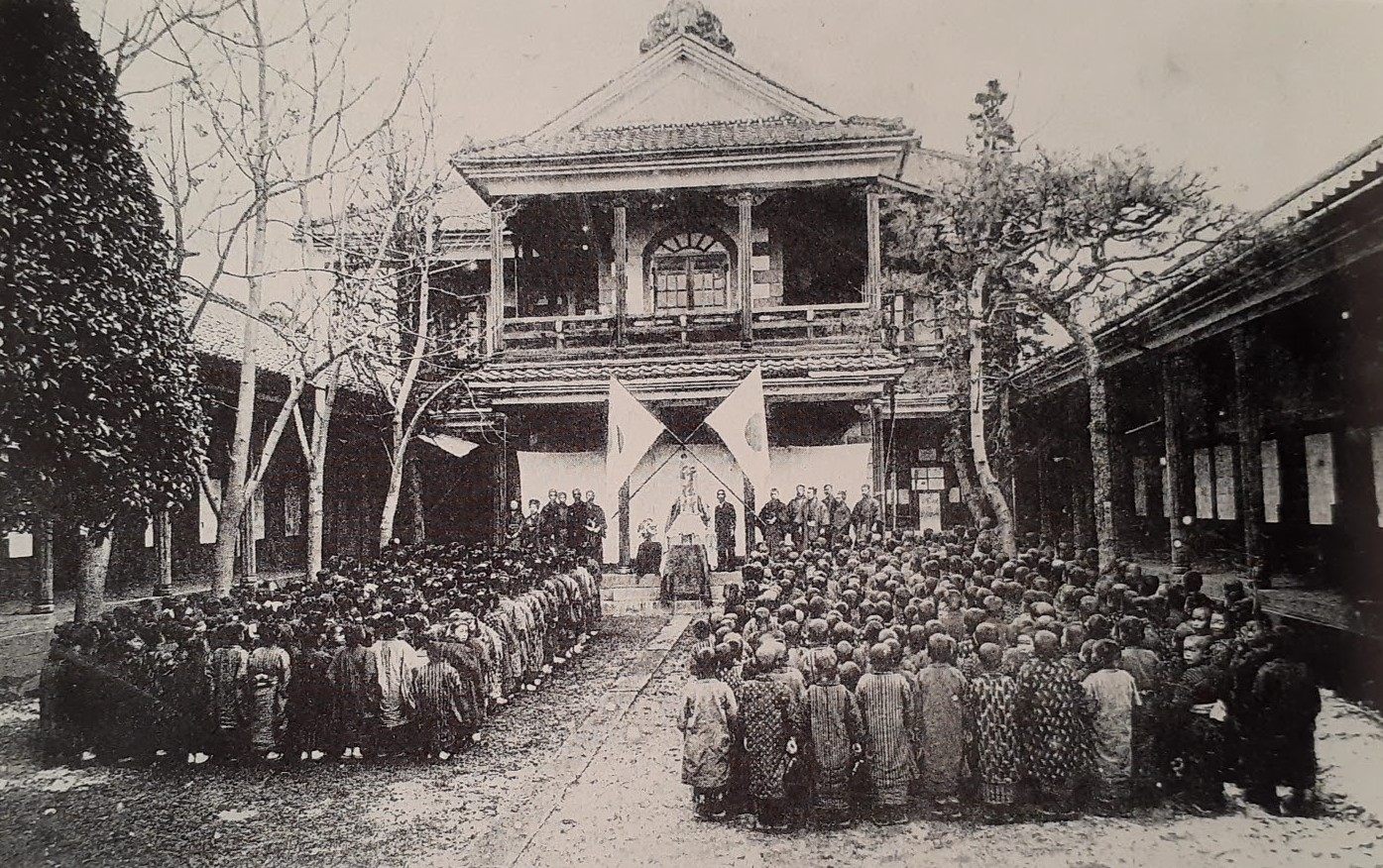
図書館が置かれた勝沼尋常小学校（大正初期頃）

1908年（明治41年）5月、東山梨郡勝沼町の勝沼尋常小学校（現・甲州市立勝沼小学校）に勝沼小学校附属図書館が開設された。文献で確認できる勝沼町域最古の図書館であり、1916年（大正5年）時点で東山梨郡唯一の図書館である。蔵書は漢籍、国文、碑史、小説、教育、倫理、絵画、洋書、兵書、衛生、農業、園芸、雑書に区分され、1916年（大正5年）時点で189部7724冊を有していた。
明治期から大正期には青年会の図書館活動も盛んだった。1922年（大正11年）には東八代郡祝村で青年団が皇太子殿下行啓記念図書館を設置し、女子青年団も図書館活動に協力した。1931年（昭和6年）には山梨県立図書館が誕生している。1934年（昭和9年）4月時点の山梨県には都道府県立図書館1館、私立図書館59館、村立図書館9館、公立図書館1館、組合立図書館1館、計71館の図書館があったが、多くは青年団が設置した小規模な図書館だった。

### 戦後の図書館活動

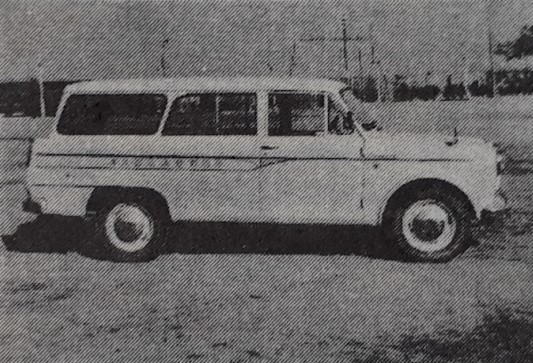
移動図書館車「若葉巡回文庫」（1964年）

1953年（昭和28年）10月には山梨県立図書館の移動図書館車両「みどり号」が運行を開始し、1962年（昭和37年）時点では勝沼町内の20ものグループが「みどり号」を活用していた。1955年（昭和30年）3月には隣接する塩山市に山梨県立図書館塩山分館が設置されている。
戦後の山梨県における公共図書館としては、甲府市立図書館（戦前設置）、富士吉田市立図書館（1951年設置）、都留市立図書館（1954年設置）、身延町立図書館（1957年設置）、八代町立図書館（1957年設置）、大月市立図書館（1958年設置）があったが、その他の自治体は図書館未設置の状態が続いた。1974年（昭和49年）の河口湖町立図書館を皮切りに、1970年代から1990年代には山梨県の各自治体に相次いで図書館が設置された。

## 歴史

### 図書館の開館
戦後の勝沼町には長らく図書館が存在せず、勝沼公民館図書室を有するのみだった。1994年（平成6年）11月8日には山梨県図書館情報ネットワークシステムがスタートし、勝沼町中央公民館を含む県内8館の蔵書計約70万冊がコンピュータで検索できるようになった。
1993年度（平成5年度）には山梨県立図書館から専門職員が派遣され、勝沼町教育委員会の中に図書館建設準備室を設置して町立図書館の建設に向けた取り組みを開始した。同時に勝沼町教育委員会からも山梨県立図書館に職員が派遣され、図書館運営に関する勉強を行っている。1994年（平成6年）3月22日、勝沼町教育委員の会は勝沼町にとって「望ましい図書館のあり方」について答申を行った。1994年（平成6年）に勝沼町全世帯を対象に実施された町民意向調査でも独立館の建設を求める声が多かった。図書館運営に町民の声を反映させるために図書館建設懇話会が組織され、1995年（平成7年）3月には第1回懇話会が開催された。
1995年（平成7年）夏にはぶどうの国資料館の起工式を行った。1996年（平成8年）には勝沼町が図書館条例を制定した。1996年（平成8年）春にぶどうの国資料館の建物が開館し、同年11月1日に公共図書館としてのぶどうの国資料館が開館した。国際興業の小佐野政邦社長からは開館時に3万冊分の、それ以後は毎年5000冊分の寄付を受けている。小佐野政邦から寄贈された蔵書群には「小佐野文庫」という名称がつけられている。

### 開館後
| 甲州市立図書館の蔵書冊数（2021年度末） | 甲州市立図書館の蔵書冊数（2021年度末） | 甲州市立図書館の蔵書冊数（2021年度末） | 甲州市立図書館の蔵書冊数（2021年度末） | 甲州市立図書館の蔵書冊数（2021年度末） |
| -------------------------------------- | -------------------------------------- | -------------------------------------- | -------------------------------------- | -------------------------------------- |
|                                        |                                        |                                        |                                        | 冊数                                   |
| 勝沼図書館                             | 勝沼図書館                             |                                        | 144,000冊                              | 144,000冊                              |
| 塩山図書館                             | 塩山図書館                             |                                        | 129,000冊                              | 129,000冊                              |
| 大和図書館                             | 大和図書館                             |                                        | 27,000冊                               | 27,000冊                               |
| 甘草分館                               | 甘草分館                               |                                        | 7,000冊                                | 7,000冊                                |

開館後1年間の1人あたり貸出冊数は10冊を超えた。1998年（平成10年）は勝沼町へのぶどう伝来から1280年、ワイン伝来から120年という節目の年であり、収集した資料を活用する企画として「ぶどうとワインの資料展」が初開催された。裏テーマとして「地域再発見」を掲げ、ぶどうとワインを軸としながらも他の産業・歴史・文化にも焦点を当てている。
2000年（平成12年）には勝沼町立図書館に改称した。2000年度（平成12年度）末時点の蔵書数は64,817冊であり、開館時の約2倍となっている。同年度の利用者数は28,224人であり、貸出冊数は108,803冊だった。
2004年には勝沼町・塩山市・大和町が合併して甲州市が発足し、甲州市立勝沼図書館に改称した。

## 特色

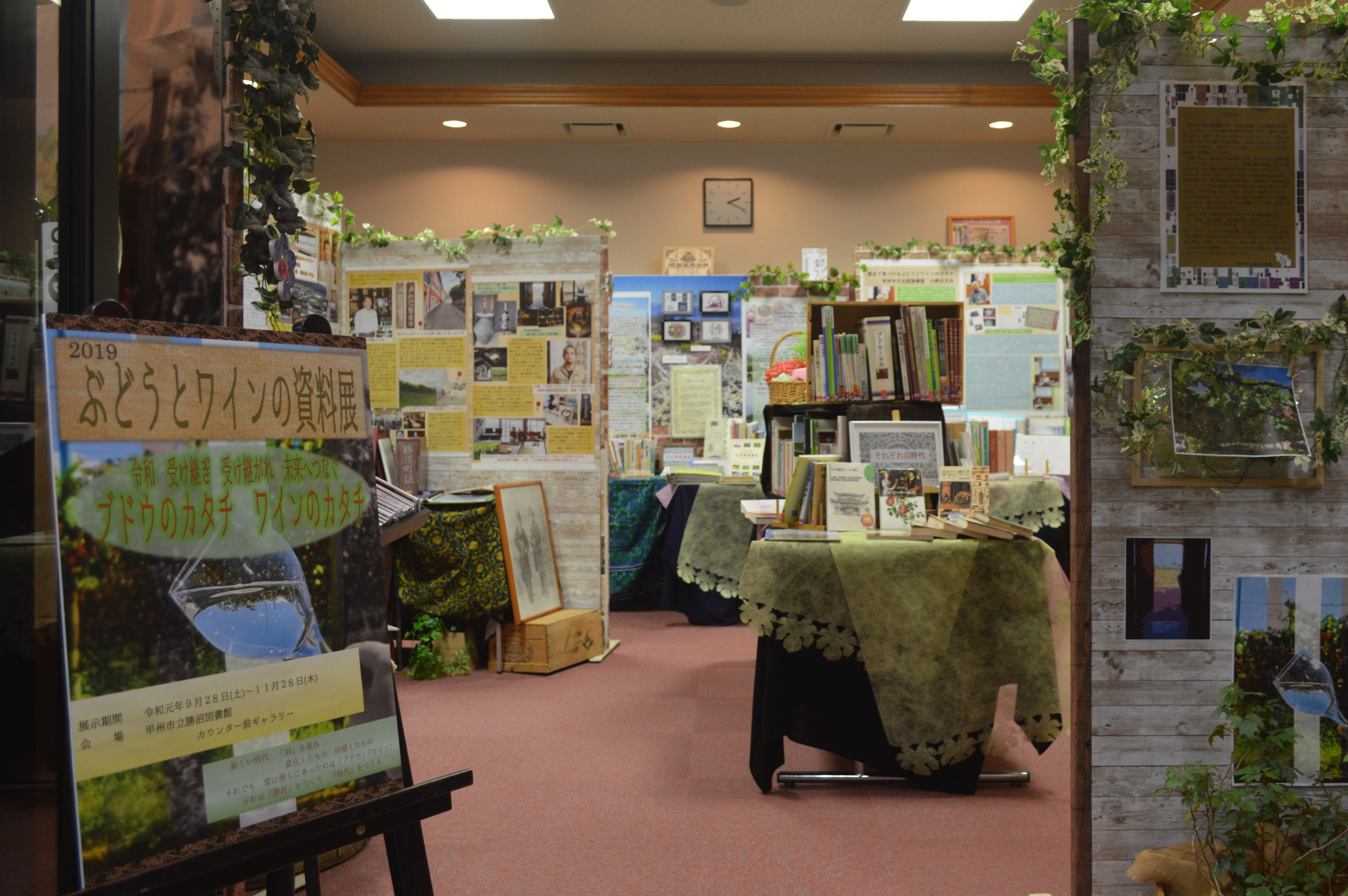
「ぶどう・ワイン」資料

### 「ぶどう・ワイン」資料
地域に根差した図書館をコンセプトとし、1996年（平成8年）の開館当初から勝沼町の基幹産業であるぶどう栽培やワイン製造に関する資料の収集・提供・保存を行っている。開館前には地域住民にぶどう・ワイン資料の寄贈を呼びかけ、ぶどう研究者である土屋長男家から貴重な資料の寄贈も受けている。その他にもワイナリーやぶどう農家から資料の寄贈を受けたほか、山梨県外の古書店にも赴いて資料の収集を行っている。

#### 資料の特色
一般に流通するぶどう・ワイン関係書籍は全点を購入している。『Winart』（ワイナート）や『Vinotheque』（ヴィノテーク）などの専門雑誌、『Wine Spectator』などの洋書専門雑誌も所蔵している。『山梨県工業技術センター研究報告』『山梨の園芸』『日本ブドウ・ワイン学会誌』『葡萄酒技術研究会会報』なども所蔵している。ワインソムリエやワインエキスパートの教本などを所蔵している公共図書館は珍しいとされる。また、視聴覚資料や物品資料も収集対象としており、ワイングラスやワインボトルなども所蔵している。
1881年（明治14年）に小澤善兵衛によって書かれた翻訳書『葡萄培養法摘要』、1885年（明治18年）に雨宮彦兵衛によって書かれた栽培指南書『甲州葡萄手引草』、フランスで勉強した高野正誠によって1890年（明治23年）に書かれた『葡萄三説』など、希少価値の高い資料も所蔵しており、研究のためのデジタルアーカイブ化に取り組んでいる。
博物資料では、ブドウ研究者・土屋長男が作成した、その当時に栽培されていたブドウの全品種の葉を拓本とした「ぶどうの葉の拓本」を所蔵登録する。ぶどうの葉の拓本資料は非常に珍しく研究者やブドウ農家も驚くという。

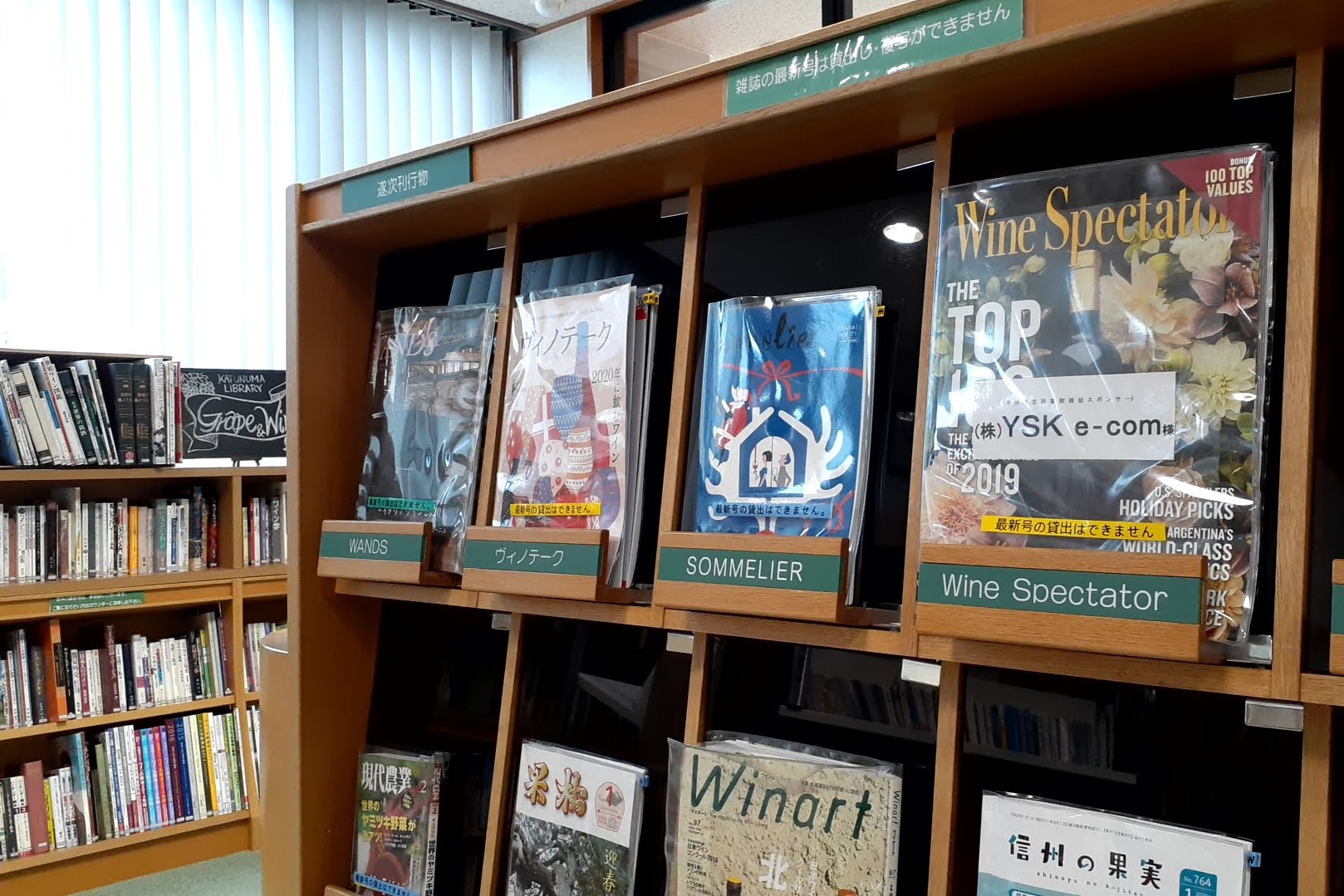
ぶどう・ワイン関係の雑誌
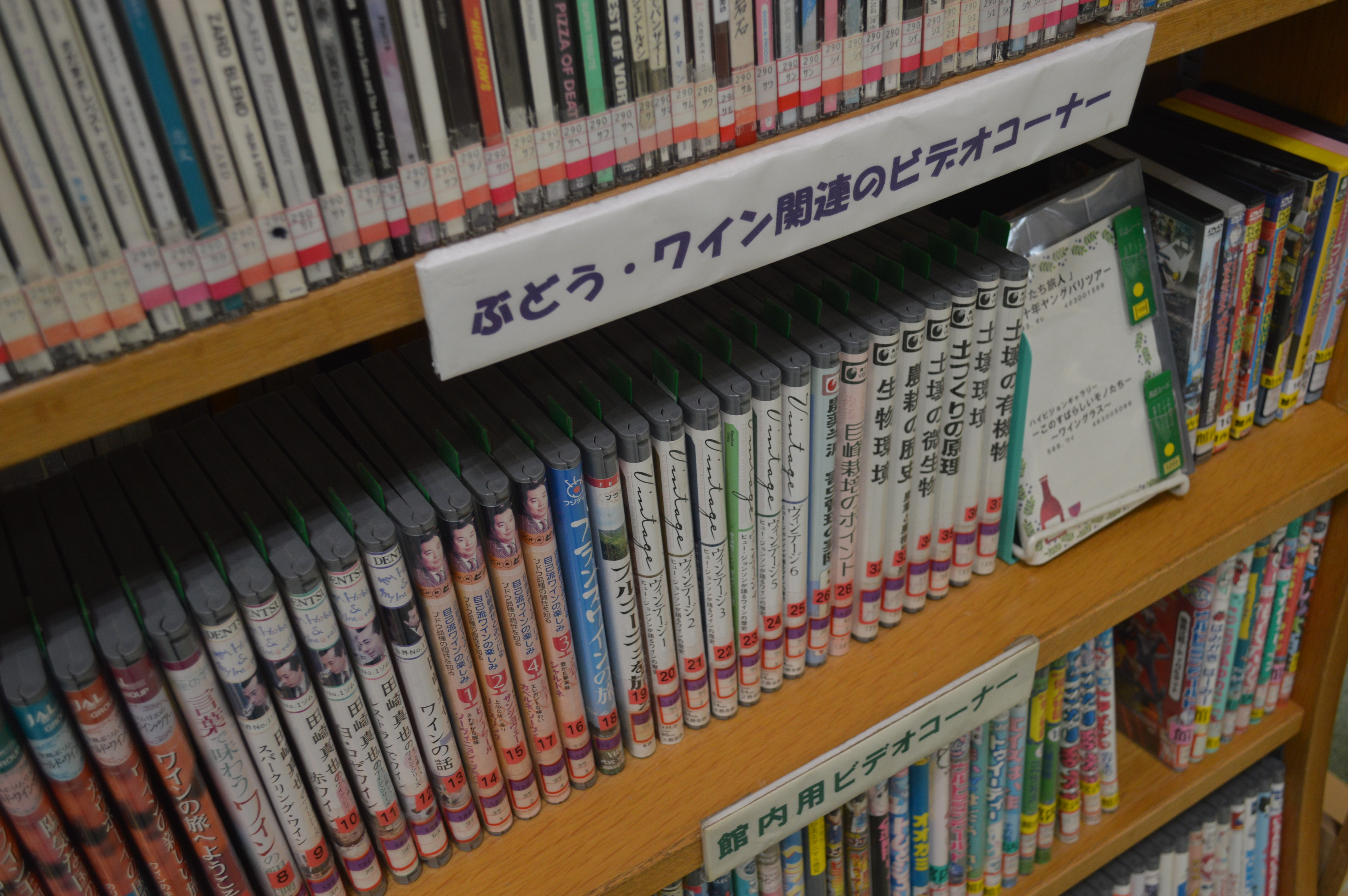
ぶどう・ワイン関連の視聴覚資料
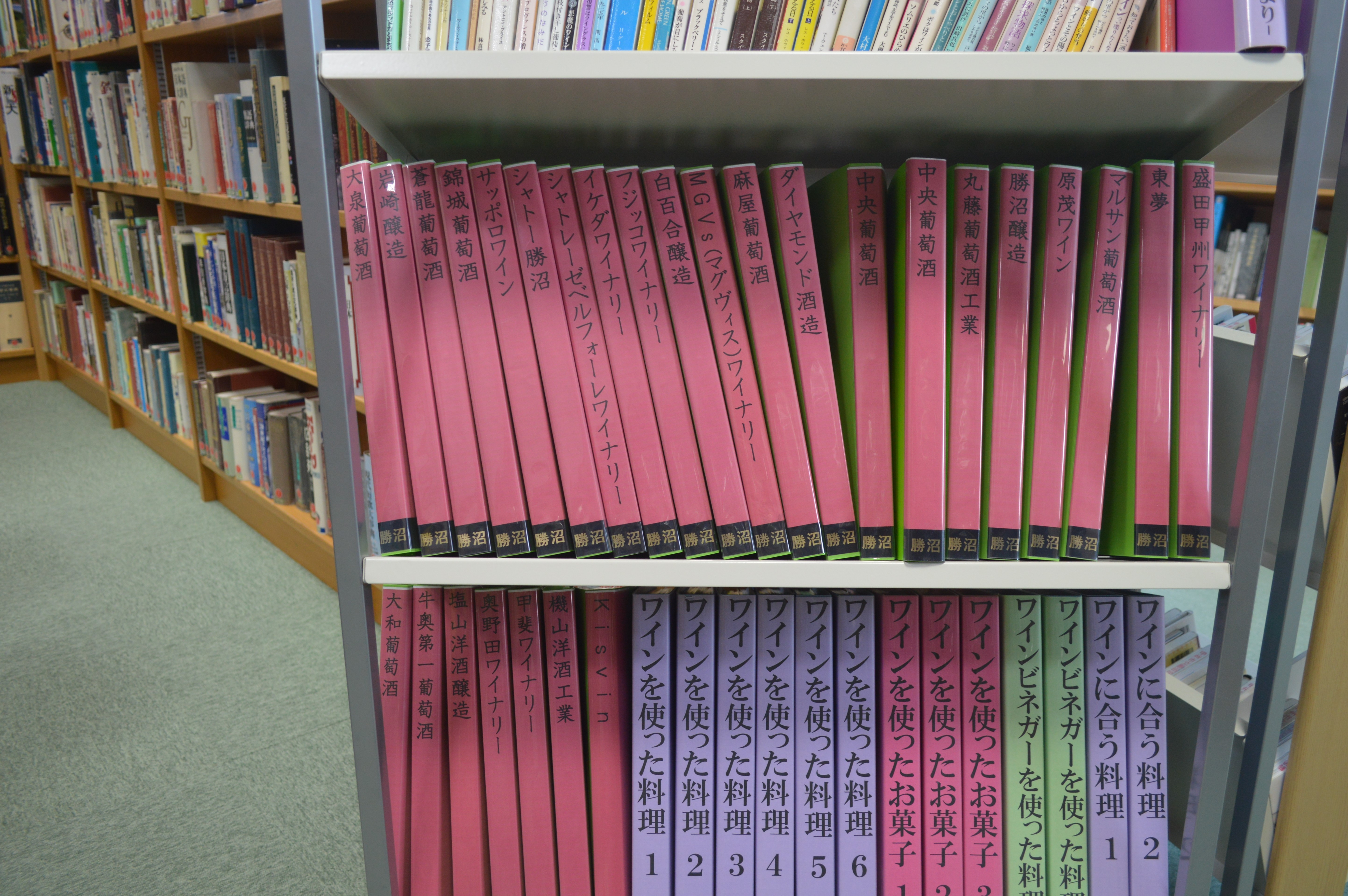
勝沼町内のワイナリーの紹介
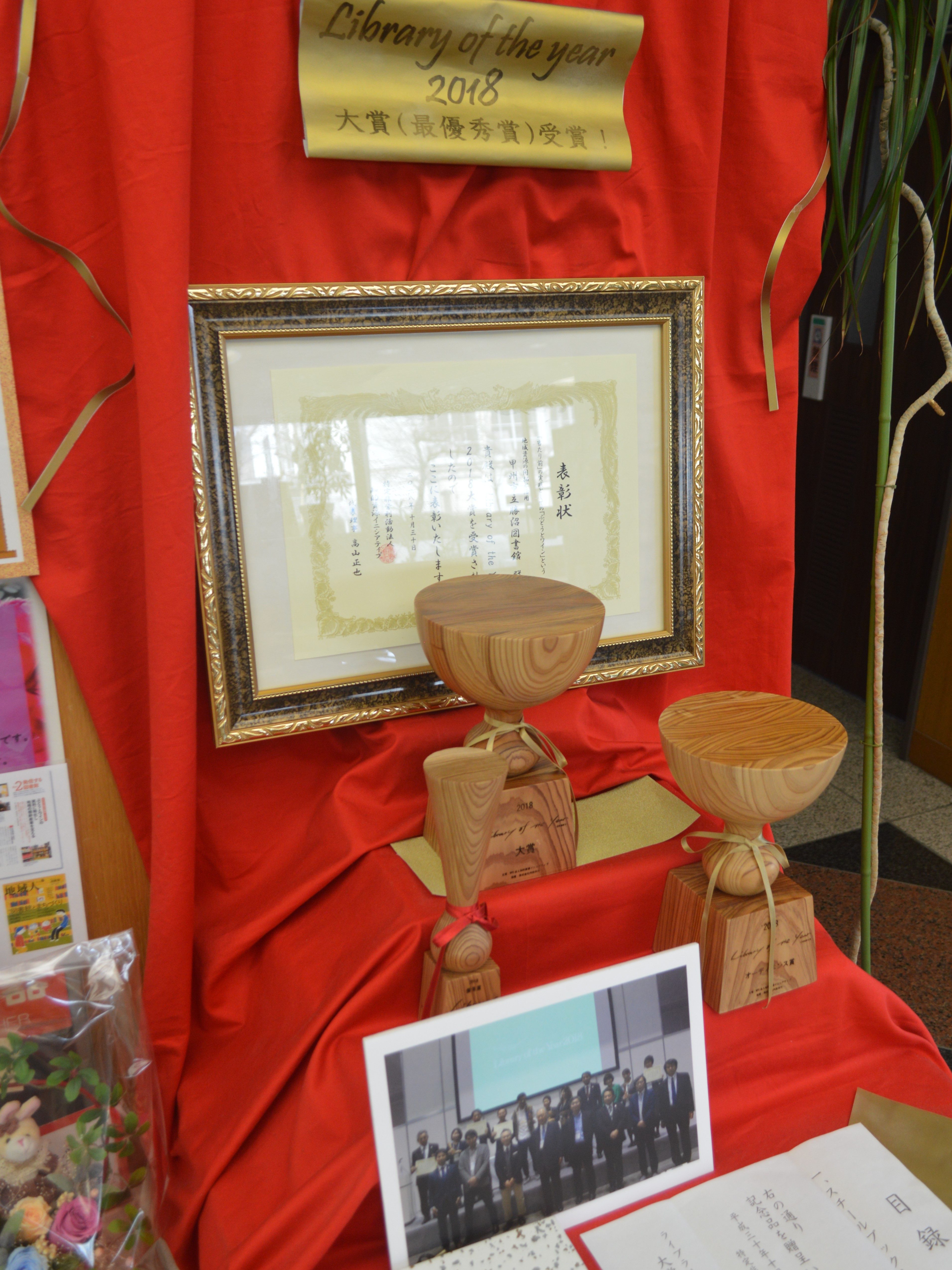
Library of the Year 2018大賞の展示

#### ぶどう・ワイン十進分類法

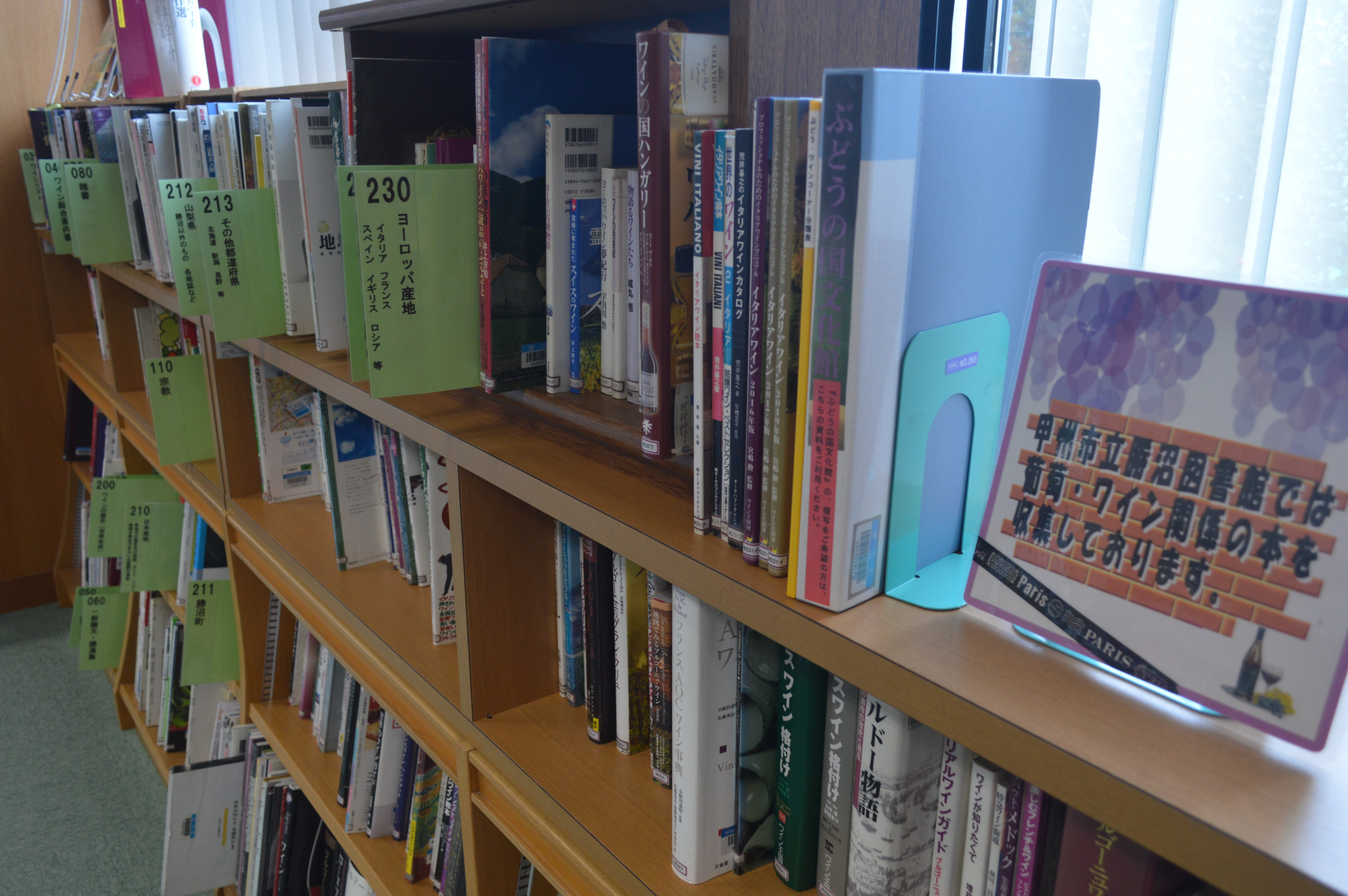
独自分類によるぶどう・ワイン資料

ぶどう・ワイン資料は別置しており、日本十進分類法に基づく独自分類のぶどう・ワイン十進分類法を用いている。
- 200 ワインの歴史
  - 201 ジョージア
  - 202 アルメニア
  - 203 アゼルバイジャン
  - 204 コーカサス
- 210 日本産地
  - 211 勝沼町
  - 212 山梨県
  - 213 その他都道府県
    - 213.1 北海道
    - 213.4 新潟県
    - 213.5 長野県

#### クリッピング資料

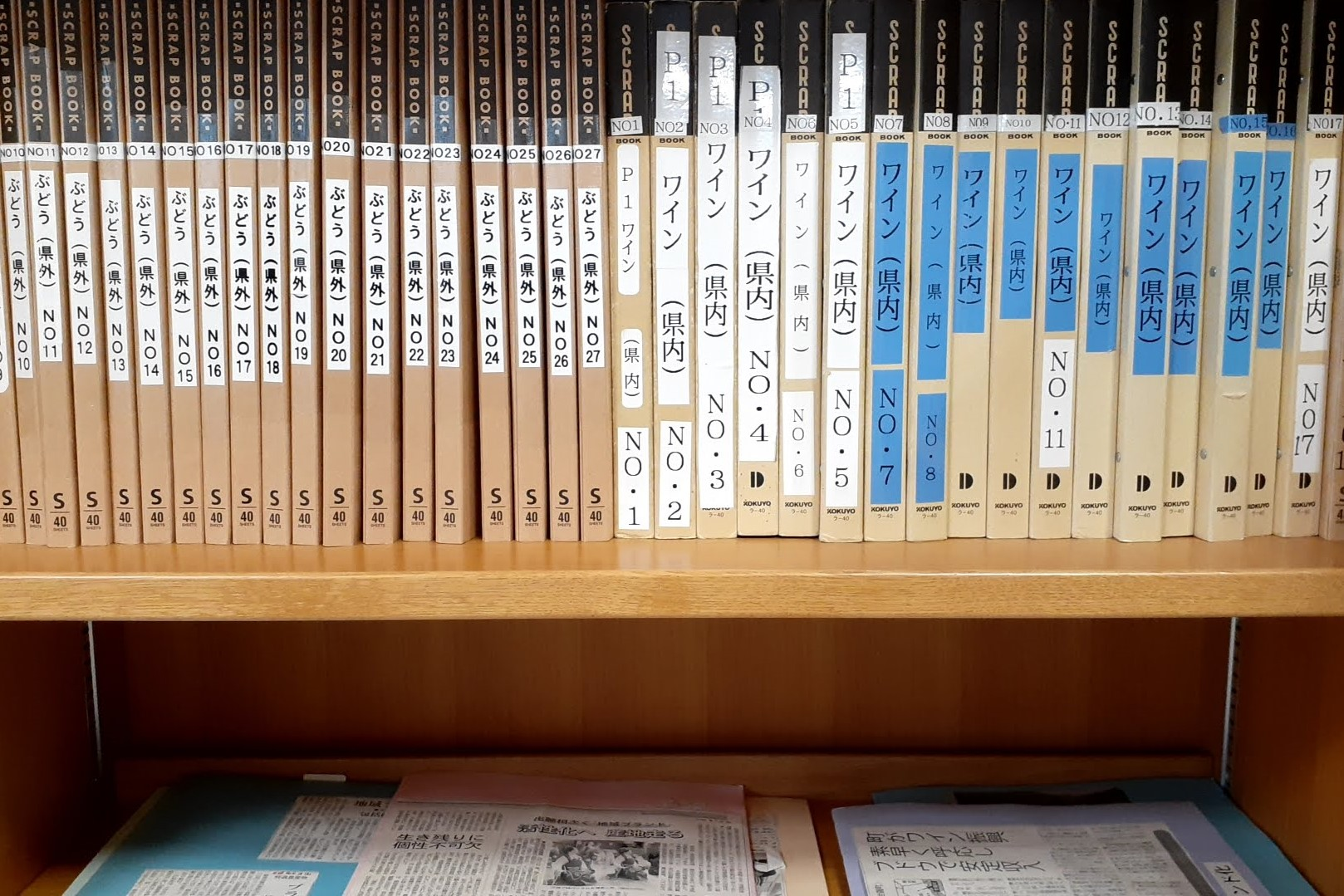
クリッピング資料

1996年（平成8年）の開館当初から「甲州市」「県内ぶどう」「県外ぶどう」「県内ワイン」「県外ワイン」の区分で新聞記事のクリッピングを行っており、「県内ワイン」に関しては2020年（令和2年）時点で65冊を数えている。新聞記事のみならず、雑誌記事やフリーペーパーなどもファイリングの対象としている。
甲州市にあるワイナリーに関しては2020年（令和2年）時点の33社、2022年（令和4年）時点で甲州ワイナリー45社すべてについて個別ファイルを作成している。各ワイナリーに情報提供を依頼し、雑誌掲載やメディア出演の情報を網羅的に把握できる体制を整えており、会員限定雑誌や大学の自主作成誌など、見落としがちなメディア掲載情報も余さず蒐集する。
2020年（令和2年）時点の蔵書冊数は約12万冊であり、うち約3万冊がぶどうやワインに関する資料である。2021年度（令和3年度）末時点ではぶどうやワインに関する5664冊の図書、1万1196冊の雑誌などを所蔵している。

#### ぶどうとワインの資料展

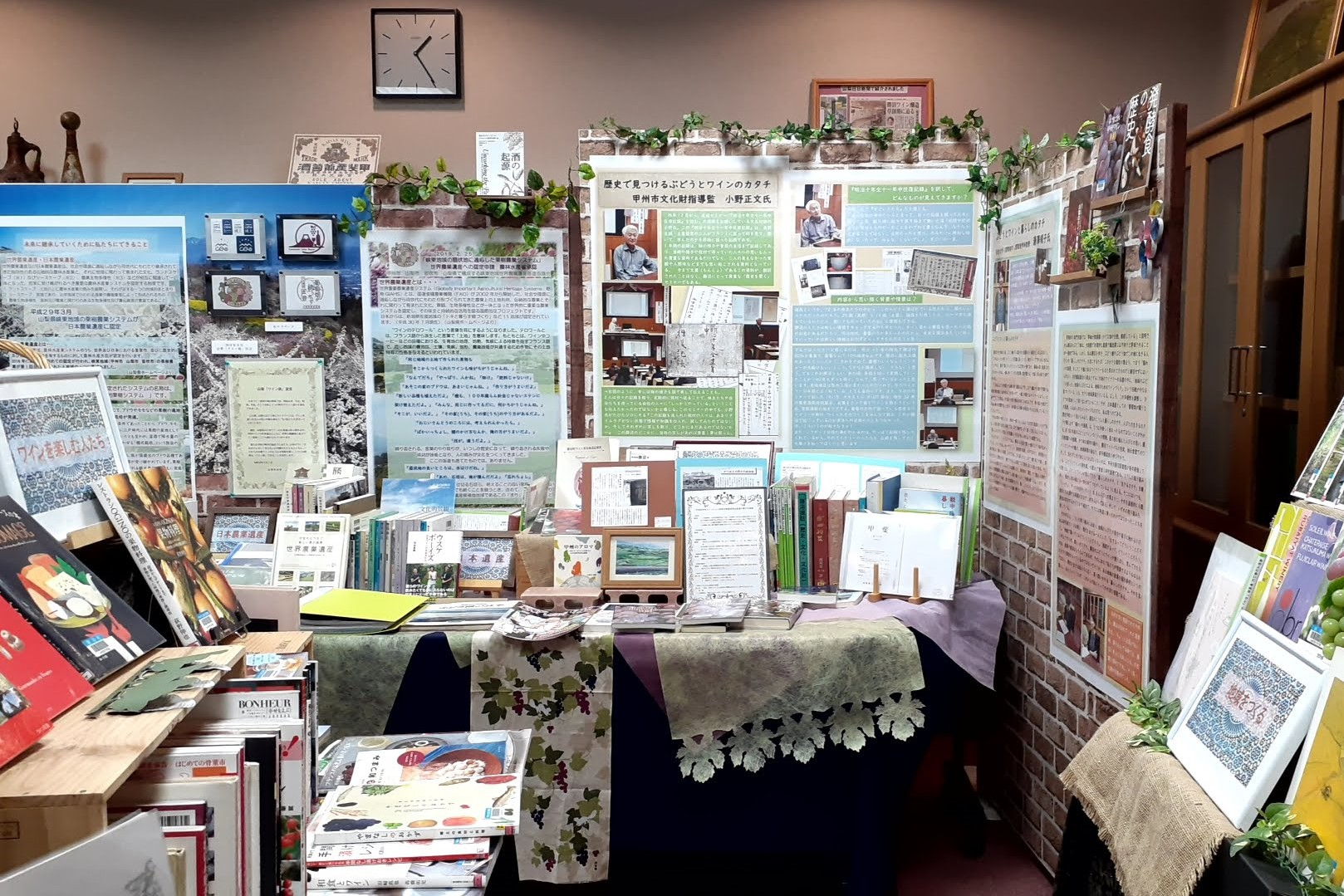
2019年度「ぶどうとワインの資料展」

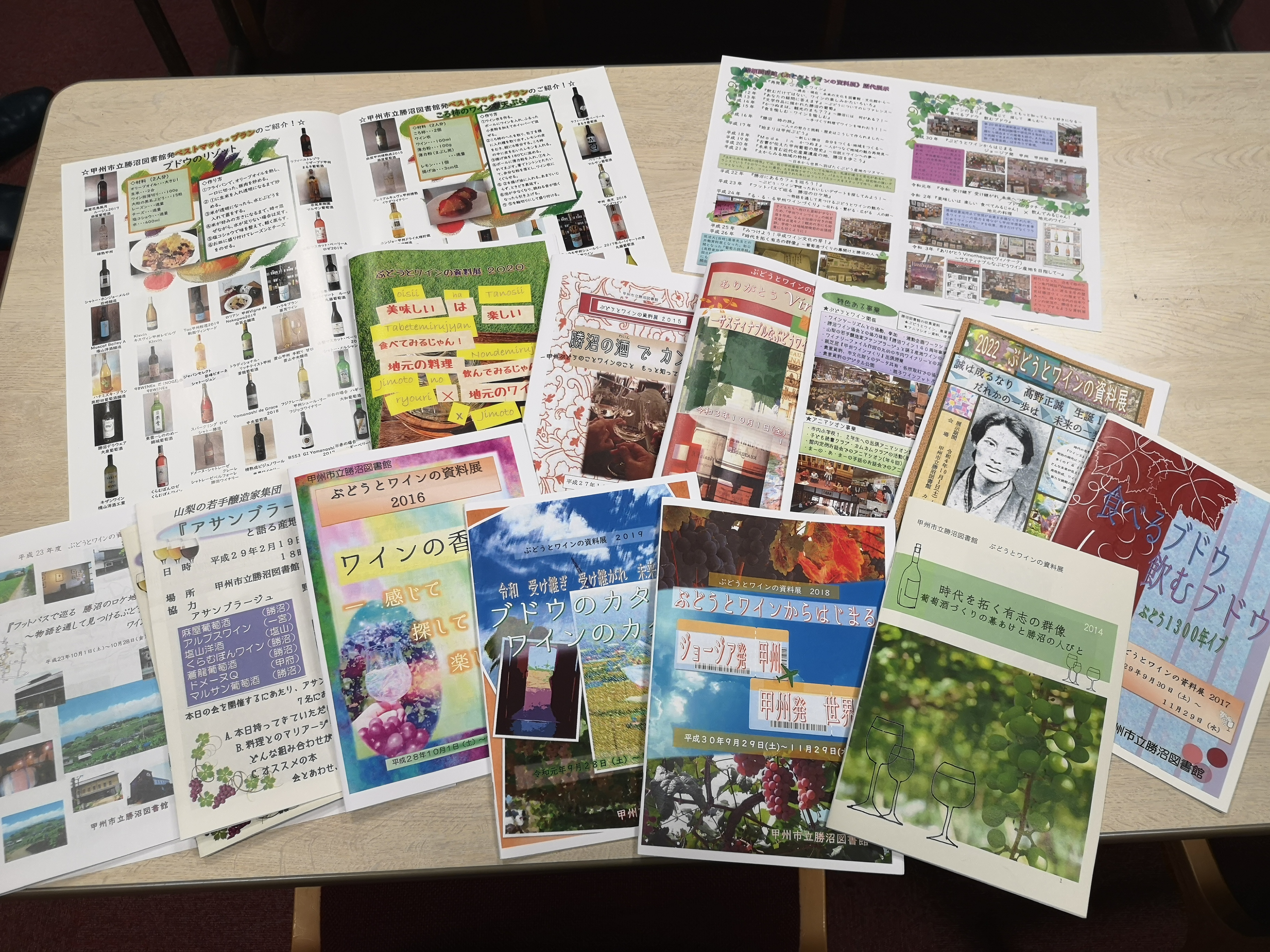
歴代ワイン資料展示パンフレット

1998年（平成10年）は勝沼町へのぶどう伝来から1280年、ワイン伝来から120年という節目の年であり、収集した資料を活用する企画として「ぶどうとワインの資料展」が初開催された。裏テーマとして「地域再発見」を掲げ、ぶどうとワインを軸としながらも他の産業・歴史・文化にも焦点を当てている。2009年度（平成21年度）の「土からみる地域の特性」では9軒のブドウ農家を取材し、2018年度（平成30年度）の「ぶどうとワインからはじまる ジョージア発甲州 甲州発世界」では駐日ジョージア大使館を取材するなど、積極的に図書館の外に飛び出して展示を製作している。
2014年度（平成26年度）の「時代を拓く有志の群像」は歴史地理学者の湯澤規子（筑波大学）との共働であり、高野家が所蔵する『葡萄三説草稿』が日本で初めて公開された。この草稿は2015年（平成27年）から2016年（平成28年）にかけて国立科学博物館で開催された特別展「ワイン展 ぶどうから生まれた奇跡」にも出品されている。
- 1998年度（平成10年度） - 「再発見・ぶどうとワイン」
- 1999年度（平成11年度） - 「飲むだけではない、ワインの楽しみ方いろいろ」
- 2000年度（平成12年度） - 「あなたの疑問に答えます」
- 2001年度（平成13年度） - 「文学作品に描かれた勝沼の葡萄」
- 2002年度（平成14年度） - 「かつぬまは、観光のまち??」
- 2003年度（平成15年度） - 「食を愉しむ・ワインを愉しむ」
- 2004年度（平成16年度） - 「勝沼 時の旅」
- 2005年度（平成17年度） - 「始まりは甲州ぶどう」
- 2006年度（平成18年度） - 「Mode in かつぬま」
- 2007年度（平成19年度） - 「古書が伝えた甲州葡萄の歴史」
- 2008年度（平成20年度） - 「未来をはぐくむ近代化産業遺産の地、勝沼を歩こう」
- 2009年度（平成21年度） - 「土からみる地域の特性」
- 2010年度（平成22年度） - 「勝沼にあるカフェを巡ろう!」
- 2011年度（平成23年度） - 「フットパスで巡る勝沼のロケ地」
- 2012年度（平成24年度） - 「る・る・る 甲州ワインづくり」
- 2013年度（平成25年度） - 「みつけよう! 平成ワイン文化の芽」
- 2014年度（平成26年度） - 「時代を拓く有志の群像」
- 2015年度（平成27年度） - 「勝沼の酒（ワイン）で乾杯」
- 2016年度（平成28年度） - 「ワインの香り」
- 2017年度（平成29年度） - 「食べるブドウ 飲むブドウ」
- 2018年度（平成30年度） - 「ぶどうとワインからはじまる ジョージア発甲州 甲州発世界」
- 2019年度（令和元年度） - 「令和受け継ぎ受け継がれ 未来へつなぐ ブドウのカタチワインのカタチ」

#### ワインの試飲会
飲食禁止を基本とする図書館であるが、閉館後の夜に大人の図書館を謳い、地元ワイナリーの若手醸造家の話を聞きつつ試飲を行うワインの試飲会イベント「産地ワインの夕べ」を行っており、その夜のみは図書館の貸し出しカウンターがワインのバーカウンターとなる。ワイン資料を扱う以上は「味を知ってもらうこと」が必要との考えから生まれた企画で、各社のワインの試飲のほか、地元の野菜ソムリエが考案した地産地消の合わせ料理、所蔵するワイン資料、醸造家の話、ワインにあう音楽に親しむイベントとなっている。

### 「読書へのアニマシオン」の取り組み

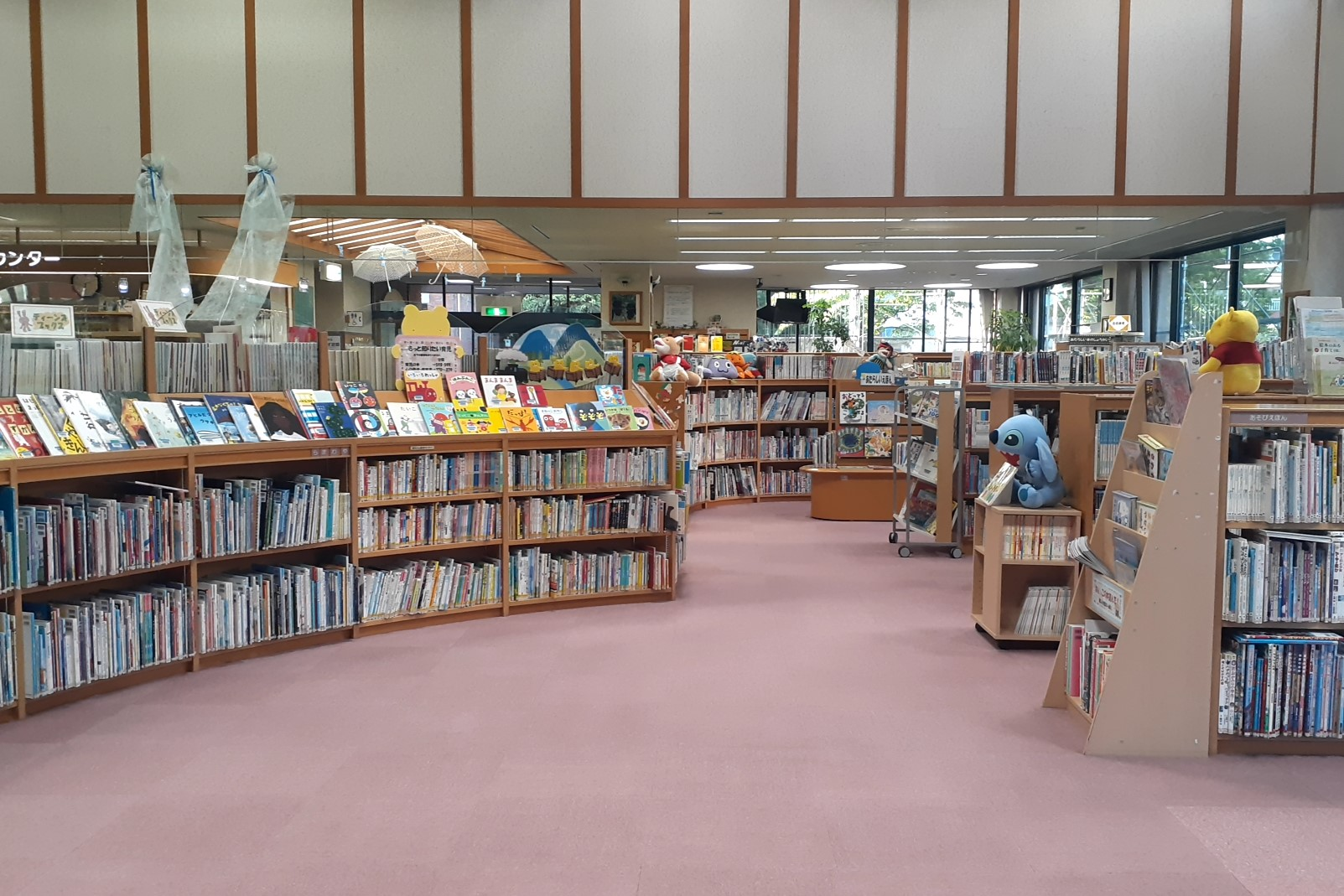
勝沼図書館の児童書コーナー

「読書へのアニマシオン」(Animación a la lectura)は、1970年代にスペインのジャーナリスト、マリア・モンセラット・サルト（Maria Montserrat Sarto、1919年生-2009年没）らが開発した読書プログラムである。「作戦」と呼ぶ本の内容に関連した遊びを通して、子どもの主体性を育みながら読書活動を推進する教育的プログラムとして評価される。「アニマ」はラテン語で魂・命を意味する言葉で、これを活性化することを「アニマシオン」という。
日本では1997年（平成9年）にサルトの著書『読書で遊ぼうアニマシオン』が翻訳出版されたことを契機に知られるようになり、勝沼町立図書館では、1999年（平成11年）秋から14回の学習会を重ねて職員研修を積み、2001年（平成13年）夏から子どもたちを対象に実践するようになった。全国の学校教育現場では、サルトの著に感銘を受けた教師らが実践を続けるなど、1999年（平成11年）には『ぼくらは物語探検隊―まなび・わくわく・アニマシオン』が出版されるほどに広まった。その一方、公共図書館ではあまり注目されなかったが、勝沼図書館では『読書で遊ぼうアニマシオン』の翻訳者のひとりでもあった司書・青栁啓子の協力によって継続的な取り組みが図られ、後の「カムカムクラブ」発足につながった。

#### カムカムクラブ
「読書へのアニマシオン」を導入する過程で、継続的に活動できる会員制クラブとして勝沼町図書館時代の2003年（平成15年）に設立されたのが、「カムカムクラブ」である。クラブの名称は、開館当時の図書館のマスコットキャラクター「かめのカムカムくん」に由来する。
この読書クラブでは、読書離れがはじまる年代とされる小学校3・4年生を対象とし、「読書へのアニマシオン」の考え方を基本に子どもたちがその活動を通して主体性をもち自己の考えを育むことをめざす。読書活動、郷土学習、図書館利用を活動の三本柱に月に1回活動し、年会費は3,000円。定員は約20名で、図書館職員3名が指導を担当し、屋外企画にはさらに2名の職員が増員される。
活動には、子どもたちは同じ本を読み、ストーリーに沿ったクイズを考案したり、音読や、絵を描く、作品に登場する料理を作って食べるなどの「作戦」を通して、積極的に発言し読書意欲を持つようになっていく。郷土学習では地元のワイナリーを訪ねてワイン製造を学び、寺での座禅や、訪問先での読み聞かせなどあらゆる活動に本を関連付け、市内4図書館を巡るバスツアーや、夏休みを利用して司書の仕事を体験する「図書館探検隊」などがある。
公共図書館が地域の子どもたちを募集し、「読書へのアニマシオン」による取り組みに加えて、地域の文化資源としての図書館そのものの価値を伝える活動は高く評価され、公益財団法人博報堂教育財団による「博報賞」を受賞した。

## 施設

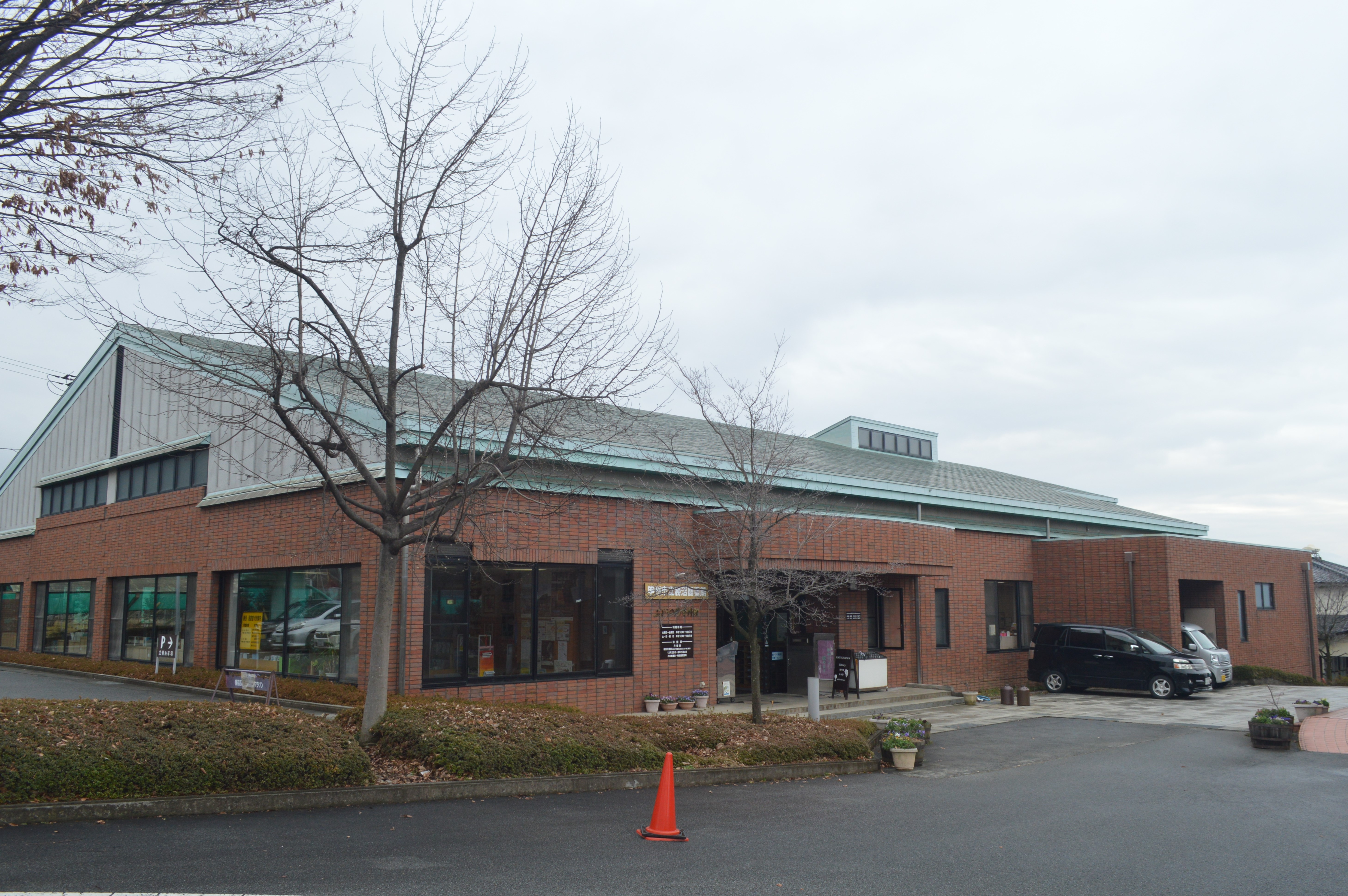
甲州市立勝沼図書館

甲州市立勝沼図書館は甲州市の端に位置しており、鉄道駅からのアクセスは不便であるが、国道20号や中央自動車道勝沼インターチェンジに近い。甲州市立祝小学校の西側にあり、周囲には多くのぶどう畑が広がる緑豊かな場所である。勝沼図書館周辺にはぶどう畑やワイナリーが多く、観光案内施設としての側面も持つ。

### 施設の特徴
延床面積は1,160m2であり、甲州市立図書館の4館の中では最も大きい。2021年度（令和3年度）時点の専任職員は3人であり、甲州市立図書館の4館の中では最も多い。
2021年度（令和3年度）末時点の蔵書冊数は14万3583冊であり、甲州市立図書館の4館の中では最も多い。2021年度（令和3年度）の貸出冊数は5万6815冊であり、甲州市立図書館の4館の中では塩山図書館に次いで2番目に多い。
- 展示コーナー
- 児童書コーナー
- ワインコーナー
- ラウンジコーナー

## ぶどうの国文化館
甲州市立勝沼図書館と同一敷地内には、図書館と同時期に開館した資料館のぶどうの国文化館がある。甲州街道勝沼宿で栄えた近世、ぶどう栽培やワイン製造で栄えた近現代などの歴史を学ぶことができる。
1994年（平成6年）7月6日にぶどうの国文化館の起工式を行った。1995年（平成7年）9月28日に開館記念式典を開催し、9月29日に一般公開を開始した。開館記念特別展は「ぶどう文化の路 中国トルファン市写真展」である。元山梨県立図書館司書で郷土史家の上野晴朗が館内の展示の構想や監修を行っており、上野は名誉館長にも就任している。

## 利用案内
開館時間
- 勝沼図書館 - 平日は10時～19時、土日祝日は10時～17時
- 塩山図書館 - 平日は10時～19時、土日祝日は10時～17時
- 大和図書館 - 10時～17時
- 甘草屋敷子ども図書館 - 9時30分～16時30分

休館日
- 勝沼図書館 - 毎週月曜、祝日の翌日、月末整理日、蔵書点検期間、年末年始
- 塩山図書館 - 毎週火曜、祝日の翌日、月末整理日、蔵書点検期間、年末年始
- 大和図書館 - 毎週月曜、祝日、月末整理日、蔵書点検期間、年末年始
- 甘草屋敷子ども図書館 - 毎週火曜、祝日の翌日、月末整理日、蔵書点検期間、年末年始

貸出冊数
- 本・雑誌・紙芝居は20冊まで、AV資料は2点まで

貸出期間
- 本・雑誌・紙芝居は15日間、AV資料は8日間